# Induit

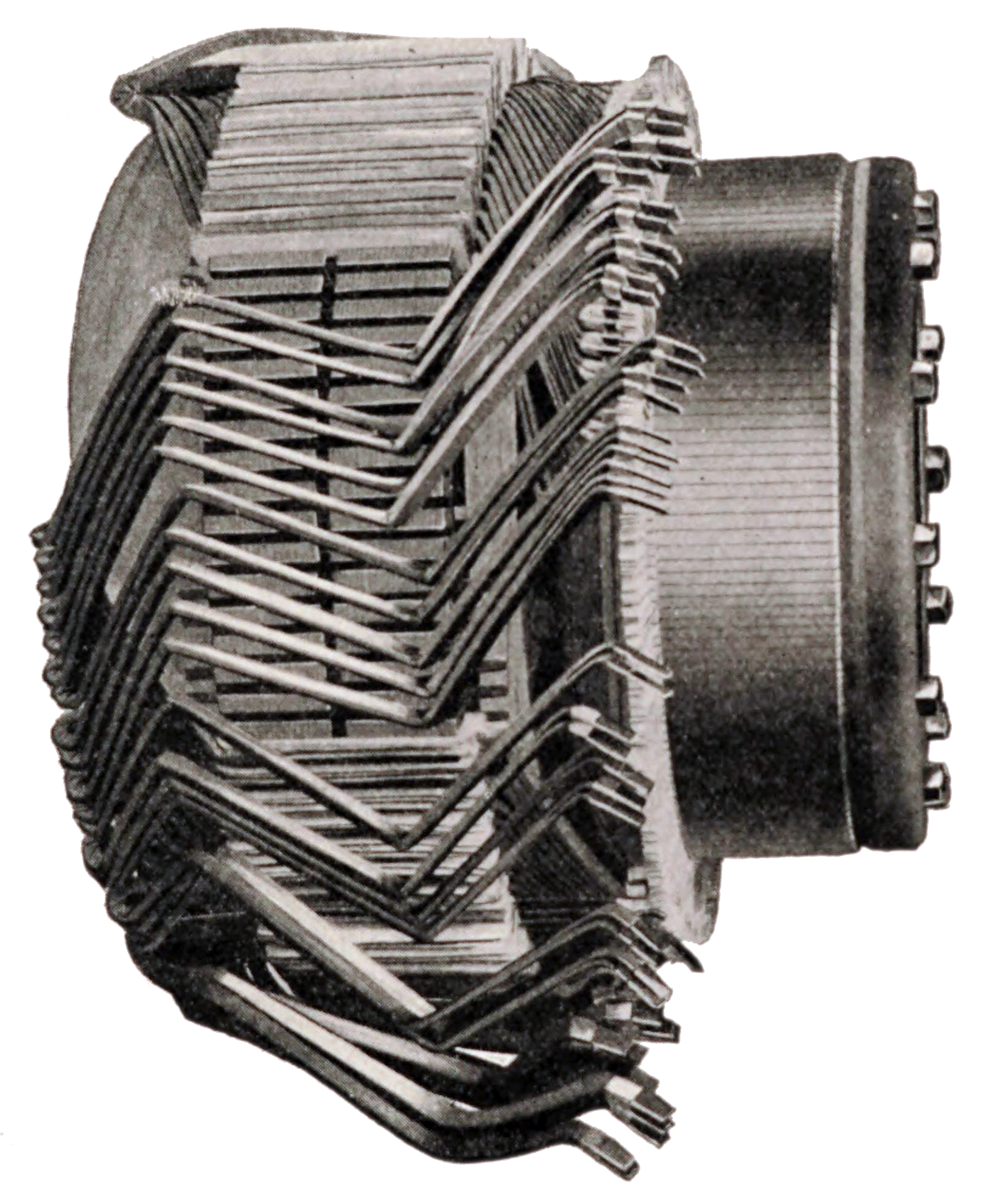
Un induit de machine à courant continu partiellement construit, montrant les enroulements (incomplets).

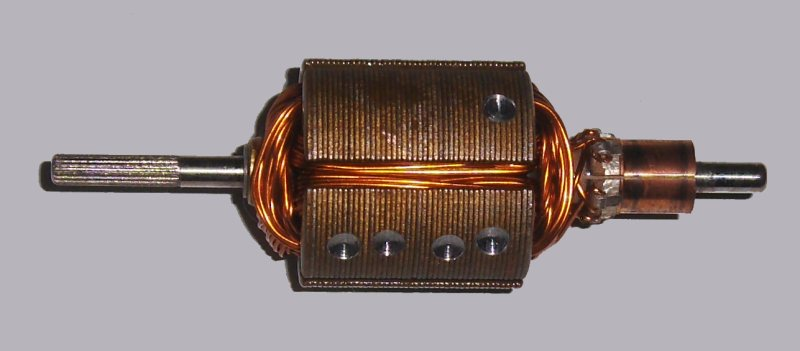
Un induit à courant continu d'un moteur miniature (ou générateur)

En électrotechnique, l'induit est l'enroulement (ou l'ensemble d'enroulements) d'une machine électrique qui transporte du courant alternatif et chargé de recevoir l'induction de l'inducteur et de la transformer en électricité (générateur) ou en force (moteur). Les enroulements d'induit conduisent le courant alternatif même sur les machines à courant continu, en raison de l'action du commutateur (qui inverse périodiquement le sens du courant) ou en raison de la commutation électronique, comme dans les moteurs à courant continu sans balais. L'induit peut être sur le rotor (partie tournante) ou sur le stator (partie fixe), selon le type de machine électrique.

## Fonctionnement
Les enroulements d'induit interagissent avec le champ magnétique (flux magnétique) dans l'entrefer ; le champ magnétique est généré soit par des aimants permanents, soit par des électroaimants formés par une bobine conductrice.
L'induit doit transporter du courant, il s'agit donc toujours d'un conducteur ou d'une bobine conductrice, orientés normalement à la fois au champ et à la direction du mouvement, du couple (machine tournante) ou de la force (machine linéaire). Le rôle de l'induit est double. La première consiste à transporter le courant à travers le champ, créant ainsi un couple d'arbre dans une machine tournante ou une force dans une machine linéaire. Le deuxième rôle est de générer une force électromotrice (EMF).
Dans l'induit, une force électromotrice est créée par le mouvement relatif de l'induit et du champ. Lorsque la machine ou le moteur est utilisé comme moteur, cette FEM s'oppose au courant d'induit et l'induit convertit la puissance électrique en puissance mécanique sous forme de couple et la transfère via l'arbre. Lorsque la machine est utilisée comme générateur, la FEM d'induit entraîne le courant d'induit et le mouvement de l'arbre est converti en énergie électrique. Dans un générateur à induction, la puissance générée est tirée du stator.

### Dans une machine à courant continu
Dans une machine à courant continu, deux sources de flux magnétiques sont présentes ; le flux d'induit et le flux de champ principal. L'effet du flux d'induit sur le flux de champ principal est appelé "réaction d'induit". La réaction d'induit modifie la distribution du champ magnétique, ce qui affecte le fonctionnement de la machine. Les effets du flux d'induit peuvent être compensés en ajoutant un enroulement de compensation aux pôles principaux, ou dans certaines machines en ajoutant des pôles magnétiques intermédiaires, connectés dans le circuit d'induit.
La chute de réaction d'induit est l'effet d'un champ magnétique sur la distribution du flux sous les pôles principaux d'un générateur.
Puisqu'un induit est enroulé avec des bobines de fil, un champ magnétique est créé dans l'induit chaque fois qu'un courant circule dans les bobines. Ce champ est perpendiculaire au champ du générateur et est appelé magnétisation croisée de l'induit. L'effet du champ d'induit est de déformer le champ du générateur et de déplacer le plan neutre. Le plan neutre est la position où les enroulements d'induit se déplacent parallèlement aux lignes de flux magnétique, c'est pourquoi un axe situé dans ce plan est appelé axe neutre magnétique (MNA).
L'axe neutre géométrique (GNA) est l'axe qui coupe en deux l'angle entre la ligne médiane des pôles adjacents. L'axe neutre magnétique (MNA) est l'axe tracé perpendiculairement à la direction moyenne du flux passant par le centre de l'induit. Aucune force électromotrice n'est produite dans les conducteurs d'induit le long de cet axe car ils ne coupent alors aucun flux. 

## Circuits de bobinage

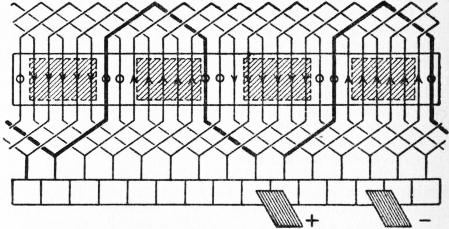
Un schéma d'enroulement schématique pour une machine à courant continu avec un commutateur, montrant un enroulement ondulé - représenté comme si la surface de l'induit est aplatie

Les bobinages sont répartis sur toute la surface de l'entrefer, qui peut être le rotor ou le stator de la machine. Dans un enroulement "à recouvrement", il y a autant de trajets de courant entre les connexions de brosse (ou de ligne) qu'il y a de pôles dans l'enroulement de champ. Dans un enroulement "vague", il n'y a que deux chemins, et il y a autant de bobines en série que la moitié du nombre de pôles. Ainsi, pour un calibre de machine donné, un enroulement ondulé est plus adapté aux courants importants et aux basses tensions.